# Collégiale Notre-Dame de Lamballe
La collégiale Notre-Dame de Lamballe (autrement appelée Notre-Dame-de-Grande-Puissance) est une ancienne collégiale située à Lamballe dans le département français des Côtes-d'Armor. Elle est classée au titre des monuments historiques en 1848 et par la liste de 1862. Cette église, fortifiée au XIVe siècle, présente l'intérêt de juxtaposer des éléments romans, gothiques rayonnants et gothiques flamboyants. Les fortifications sont situées au chevet de l'église et le long de la façade sud, l'église était en effet intégrée au système de défense du château de Lamballe maintenant disparu. Ce château occupait l'emplacement du parc situé au nord de la collégiale.

## Historique
L'histoire de la collégiale Notre-Dame de Lamballe est étroitement liée à celle du château de Lamballe, principale forteresse du comté de Penthièvre).
En 1083, Geoffroy Botterel, comte de Penthièvre, fait don du prieuré Saint-Martin de Lamballe à l'abbaye de Marmoutiers, la charte de donation indique que son chapelain est présent à cet événement (Eudo capellanus ejus). Une chapelle attachée au château de Geoffroy Botterel devait donc déjà exister à cette époque (le château est en effet mentionné plusieurs fois dans une charte de 1084). 
Les premières traces écrites mentionnant Notre-Dame n'apparaissent qu'au début du XIIIe : elle est dédicacée aux environs de 1202 par Geoffroy Hernon, évêque et seigneur de Saint-Brieuc. 
Geoffroy Botterel III, puis le comte Alain de Penthièvre, auraient poursuivi la construction de l'église au début du XIIIe siècle (J.H. Geslin de Bourgogne et A. de Barthélémy leur attribuent les portails nord et ouest : architecture romane et début du gothique). 

Puis Pierre Mauclerc, duc de Bretagne, prend possession du Penthièvre au détriment d'Henri Ier d'Avaugour et on ne retrouve plus de  témoignage de travaux à Notre-Dame avant le XIVe siècle. 

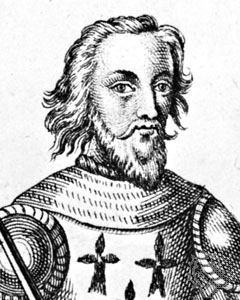
Charles de Blois

En 1317, le Penthièvre est repris par Guy de Bretagne grâce à son mariage avec Jeanne d'Avaugour, la construction de l'église se poursuit (collatéral et chapelles nord, ils seront repris au début du XVIe siècle). Sa fille Jeanne de Penthièvre, héritière du comté, épouse Charles de Blois en 1337. Ils continuent la construction du côté sud de l'église (collatéral et quatre premières chapelles en gothique rayonnant) et élèvent les piliers supportant la tour. 
À la mort du duc de Bretagne Jean III de Bretagne en 1341, Jeanne de Penthièvre et Jean IV de Montfort prétendent tous deux à la couronne ducale, c'est le début de la guerre de Succession de Bretagne qui aura des conséquences importantes sur l'architecture de Notre-Dame. Charles de Blois renforce les défenses du château, l'église Notre-Dame y est intégrée. Le chœur fortifié de l'église date de cette époque : tourelles, courtines crénelées au-dessus du chevet et du collatéral sud, casemate sous le chœur, escaliers externes et internes aux murs. Les pèlerinages à Notre-Dame, importants durant les siècles  précédents sont dorénavant interdits pour éviter l'espionnage.
À la fin du XIVe siècle, Jean Ier de Châtillon, fils de Charles de Blois et de Jeanne de Penthièvre se marie à Marguerite de Clisson. Celle-ci va prendre en charge l'entretien et l'amélioration de l'église Notre-Dame. Elle fait reconstruire le collatéral sud (gothique rayonnant) au début du XVe siècle, exécuter le jubé en 1414-1415 et installer la grande verrière du chœur (détruite au XIXe siècle).
Marguerite de Clisson essaiera sans cesse d'imposer ses fils en tant que Duc de Bretagne, allant jusqu'à enlever et séquestrer le duc Jean V lors du guet-apens dit attentat de Chantoceaux. Après avoir été libéré par son armée, le duc ordonne le démantèlement complet du château de Lamballe. Celui-ci est totalement détruit en 1420 mais Notre-Dame de Lamballe reste intacte, y compris ses parties fortifiées. Jean V prend possession de Notre-Dame et y crée, en 1437, un collège de six chanoines, l'église devient alors une collégiale.
Seul évènement notable avant le XVIe siècle, le clocher, endommagé par la foudre, s'écroule. Il est reconstruit avec une flèche recouverte de plomb en 1459.  

Au début du XVIe siècle, des travaux sont réalisés dans le collatéral nord (dont deux chapelles au nord-ouest) à l'initiative de Jean de Châlons, Prince d'Orange et seigneur de Lamballe. L'inscription sur le contrefort nord-ouest mentionne la date de 1514.  

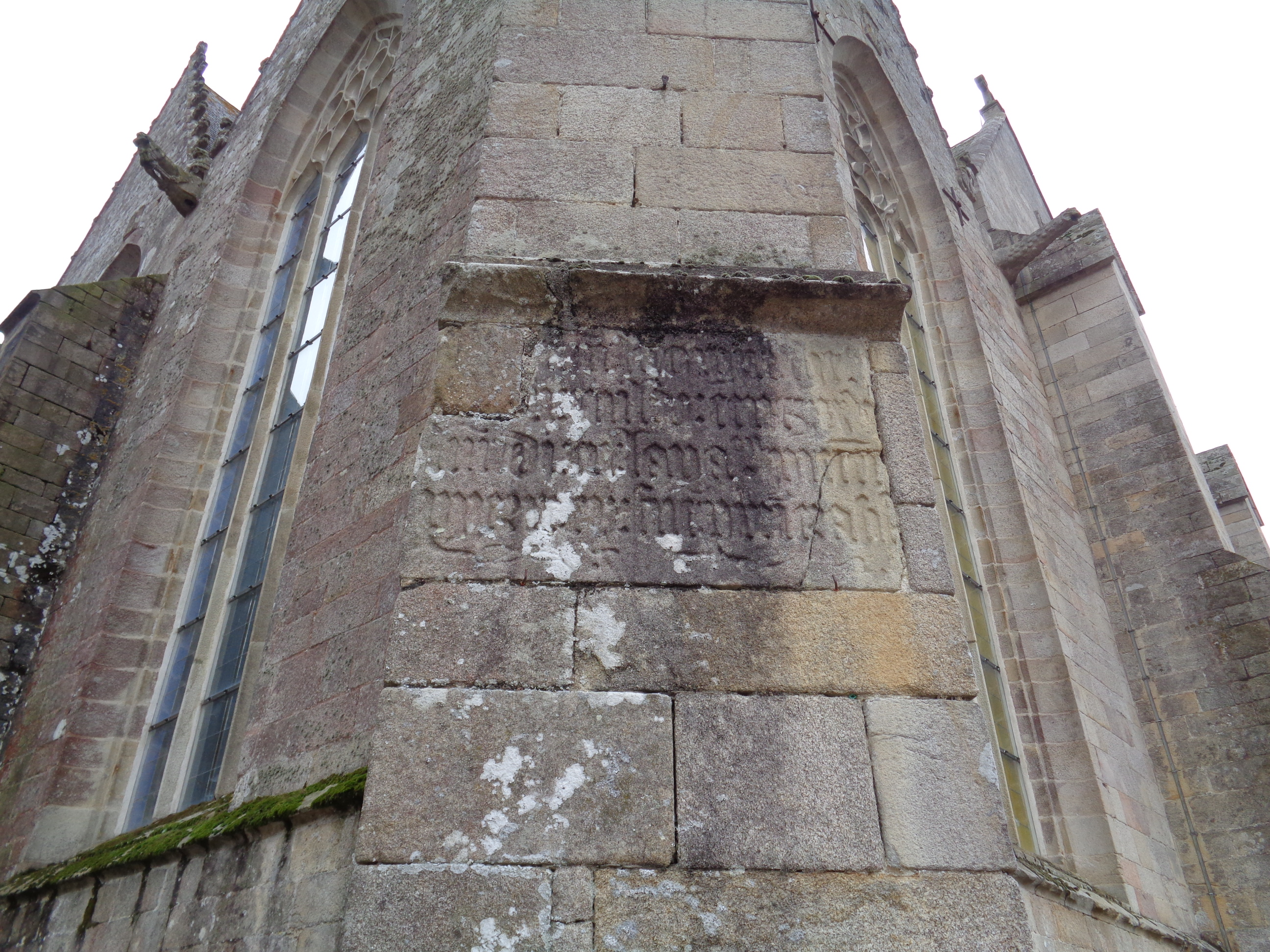
Inscription mentionnant la date de 1514 sur le contrefort nord-ouest.

À partir de 1555, le duc d'Étampes, nouveau comte de Penthièvre, fait reconstruire le château mais n'apporte aucune amélioration à Notre-Dame.    
À la fin du XVIe siècle, se déclenche la guerre de la Ligue. Philippe-Emmanuel de Lorraine, duc de Mercœur, est en possession du château par le biais de son mariage avec Marie de Luxembourg, duchesse de Penthièvre. Gouverneur de Bretagne et chef de la Ligue dans cette région, il s'oppose à l'arrivée d'un roi protestant, Henri IV, à la tête de la France. Lamballe est une de ses principales places fortes, elle lui permet de résister aux armées royales du Prince de Dombes, envoyé d'Henri IV. Le château de Lamballe est attaqué plusieurs fois par les armées royales, la place résiste mais Notre-Dame de Lamballe ressort abîmée par ces attaques successives.  
Au début du XVIIe siècle, la haute noblesse se révolte contre le roi. César, duc de Vendôme, gendre du duc de Mercœur, est duc de Penthièvre. Il prend parti contre le roi. Le château de Lamballe, reconstruit par  le duc d'Étampes, puis fortifié par le duc de Mercœur est de nouveau détruit en 1626, il ne sera jamais reconstruit. La collégiale Notre-Dame n'est pas touchée par cette destruction mais elle est néanmoins dans un état inquiétant.  
À la fin du  XVIIe siècle, le clocher de nouveau endommagé est reconstruit, un étage lui est ajouté mais sa flèche ne sera jamais remplacée, une terrasse supportée par une voûte la remplace.  
Les experts se succèdent durant tout le XVIIIe siècle pour évaluer l'état des piliers de la nef qui ont tendance à se pencher sous la poussée des voûtes des chapelles nord. Des solutions sont proposées mais aucun travail de consolidation n'est entrepris.  
La période révolutionnaire apporte son lot de dégradations à l'intérieur de l'église, les statues et l'orgue sont détruits. Notre-Dame devient temple de la Raison.  
La collégiale continue de se dégrader et il faut attendre l'intervention de l'historien Geslin de Bourgogne auprès du Ministre pour que des travaux soient envisagés. Le ministre demande à M. Guépin architecte du département de diriger les réparations. Les travaux sont décidés, la nef est déconstruite, puis rebâtie dans son état original, les travaux de réhabilitation sont terminés en 1857, ainsi qu'en témoigne l'inscription apposée au-dessus du portail nord.    
Divers travaux sont également entrepris côté sud, où l'exploitation d'une carrière avait affaibli le rocher sur lequel repose la collégiale. Un mur de soutènement surmonté de créneaux y est construit durant la deuxième moitié du XIXe siècle. Une nouvelle sacristie est bâtie en 1885, l'ancienne sacristie s'étant écroulée à la suite d'éboulements rocheux.
L'édifice a été classé au titre des Monuments Historiques le 2 août 1848.

## Architecture
La collégiale de Lamballe est une église fortifiée dont la construction débute à la fin XIe siècle ou au début du XIIe siècle et se termine au XVIe siècle (hors restauration du XIXe siècle).  Les parties les plus anciennes sont le portail nord, le portail occidental, la nef centrale et le bras nord du transept (XIIe siècle et XIIIe siècle, architecture romane et début de l'architecture gothique). L'ensemble du chœur et le bras sud du transept sont du XIVe siècle (gothique rayonnant), le bas-côté sud de la nef a été reconstruit au XVe siècle dans le style du  XIVe siècle. Les pignons des chapelles nord de la nef sont du  XVIe siècle (gothique flamboyant). Le clocher daterait du XIVe siècle mais a été remanié au XVIe siècle, puis au XIXe siècle.

### Extérieur[4]

#### Façade occidentale
Au centre de la façade occidentale s'ouvre un portail à quatre voussures reposant sur des colonnes engagées, les trois voussures extérieures sont en arc brisé et sont intercalées de décors en dents de scie et roses. Les corbeilles des chapiteaux sont décorées de personnages de style roman. On peut retrouver les mêmes types de personnage sur le portail de l'église de la Trinité-Porhoet. Le portail occidental est surmonté d'une fenêtre à deux lancettes. À l'intérieur du remplage, deux arcatures supportent un cercle. Au-dessus de la fenêtre à deux lancettes, le gable du pignon est orné d'un "écu de Bretagne couché à l'antique et timbré d'un heaume" (Pol de Courcy, "De Rennes à Brest").

Façade occidentale
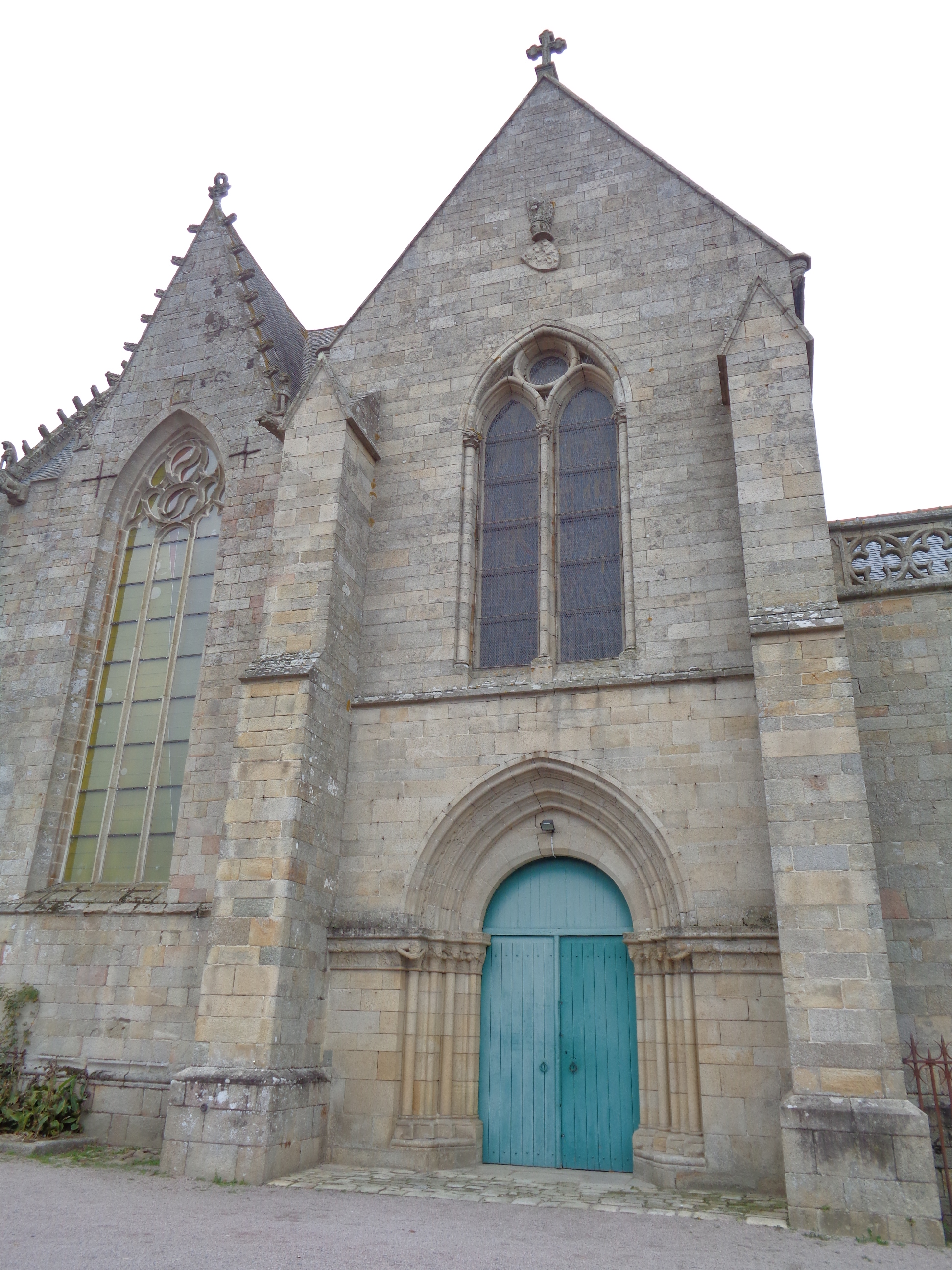
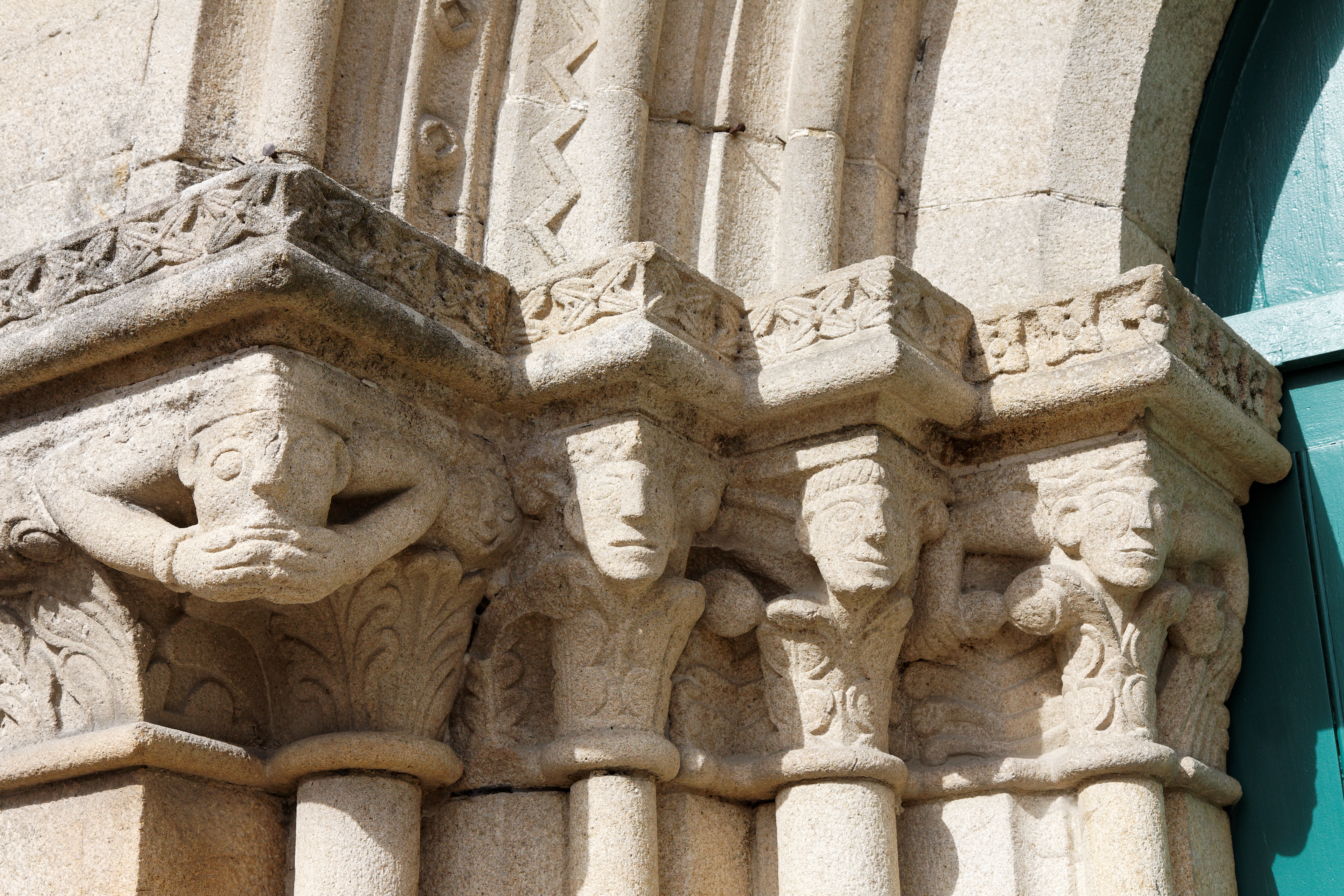
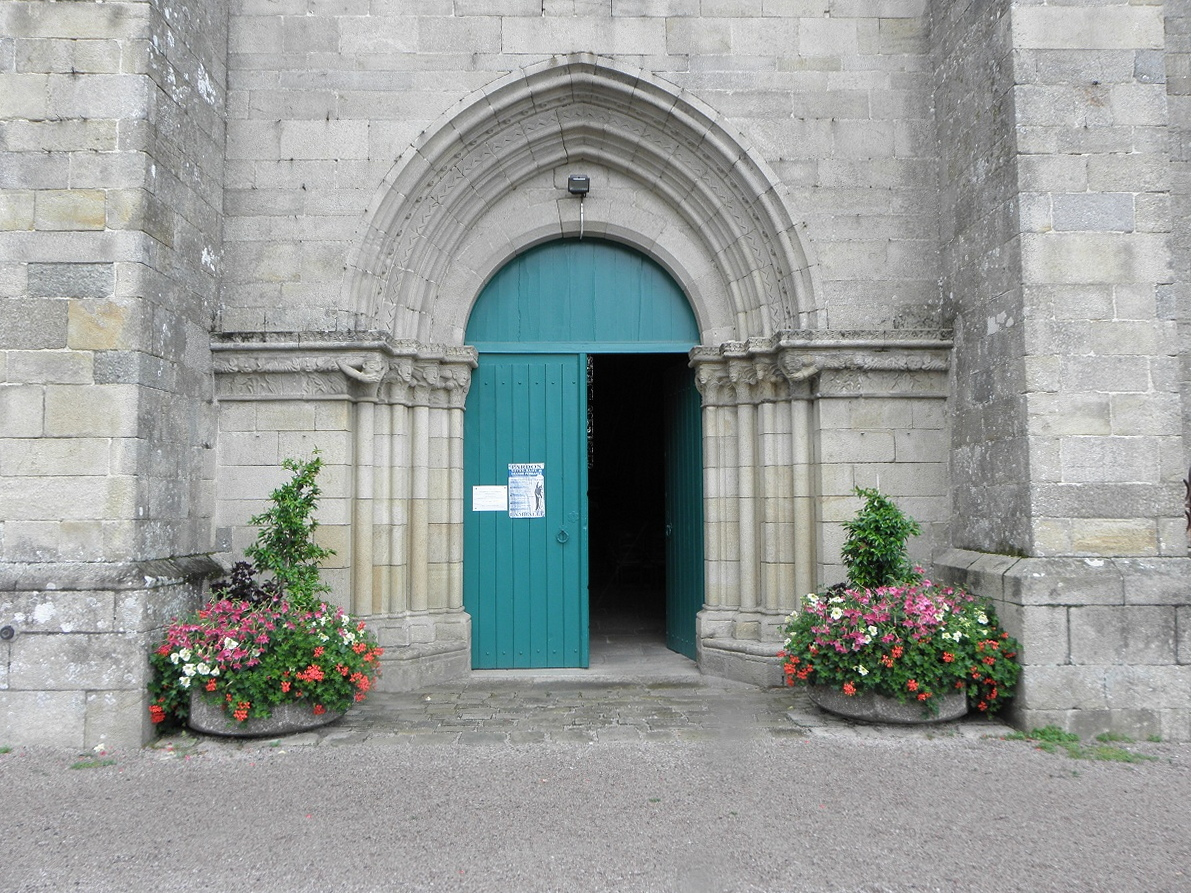
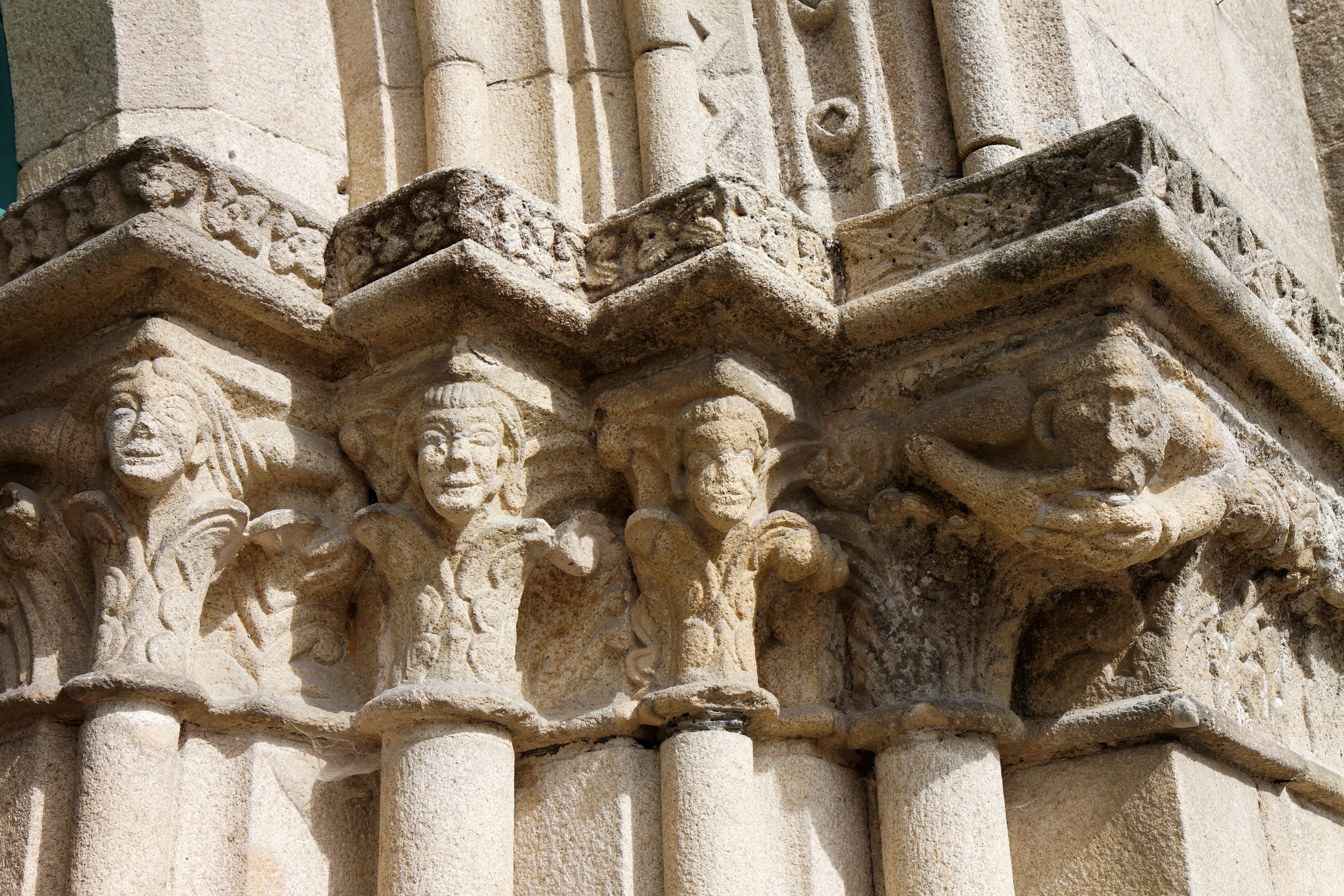
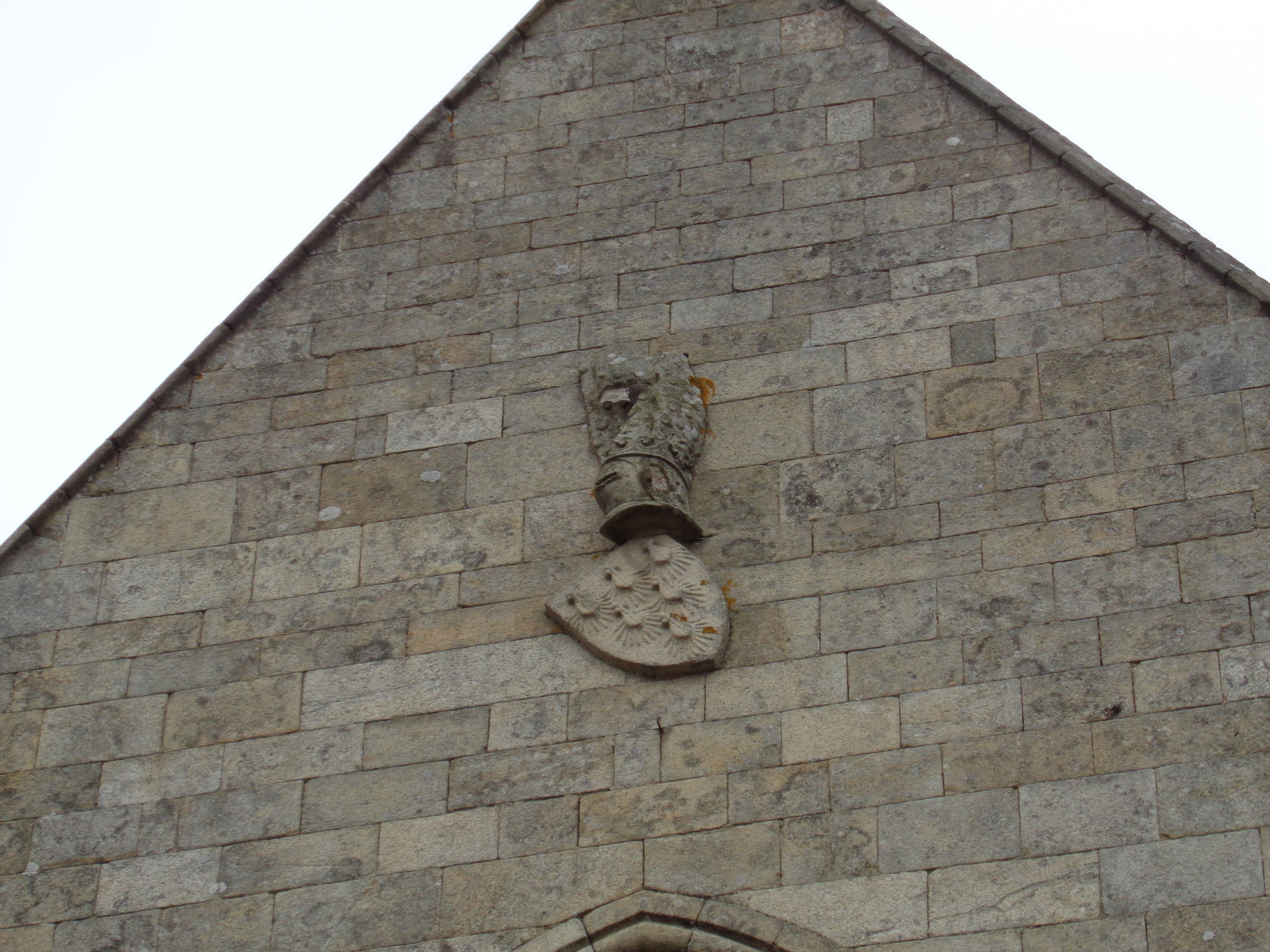

Selon R. Couffon, les caractéristiques de cette façade occidentale évoquent le tout début du XIIIe siècle (début de l'architecture gothique). Elle a été restaurée au XIXe siècle en respectant le style originel. 

#### Façade sud
On observe de l'ouest à l'est :

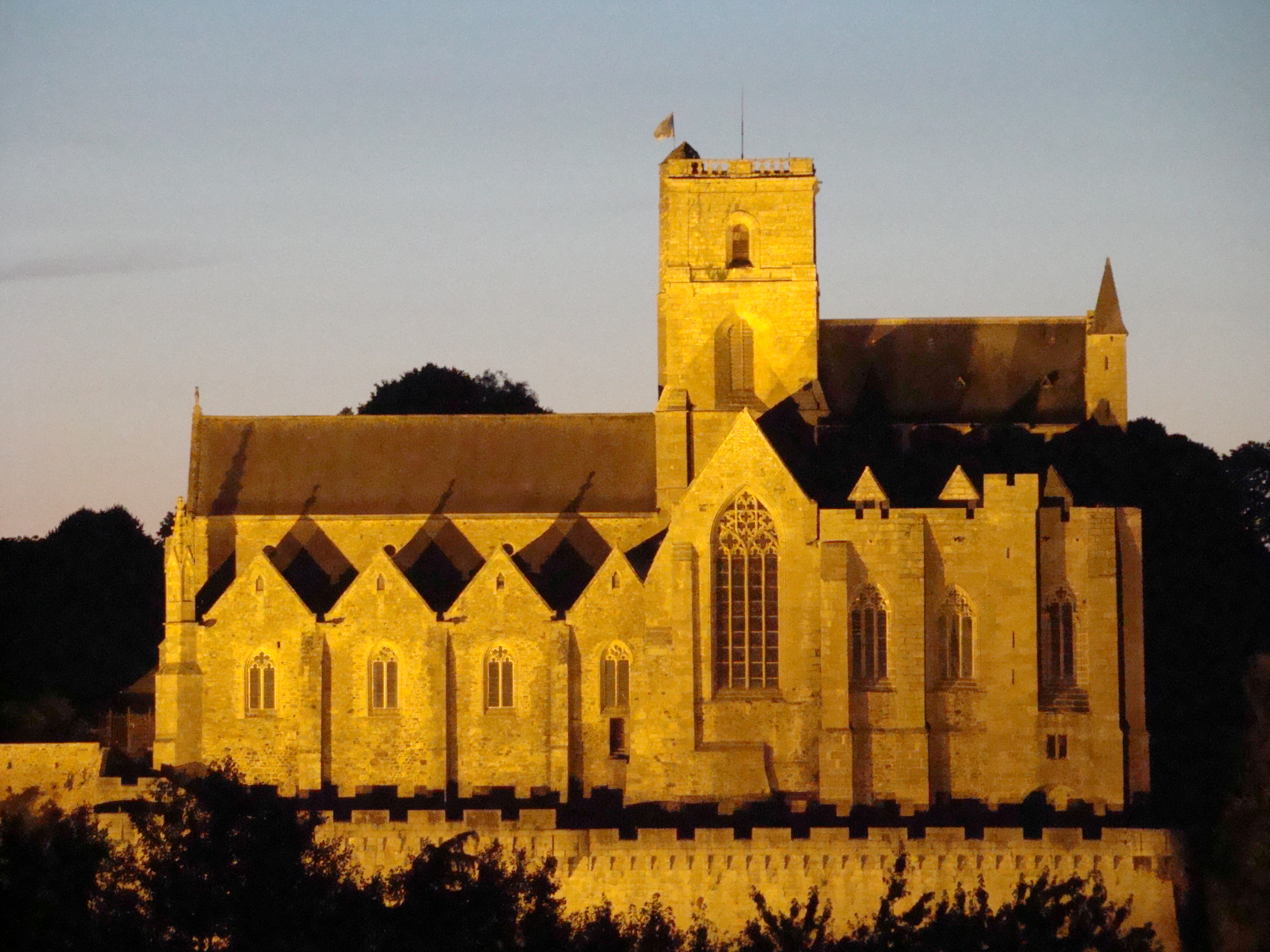
Façade sud.

- les 4 pignons des chapelles de la nef, reconstruits à la fin du XVe siècle à l'époque de Marguerite de Clisson,
- le pignon du transept percé d'une fenêtre de style XIVe siècle,
- le bas côté sud du chœur soutenu par de puissants contreforts (fin du XVe siècle),
- intercalée entre les contreforts, une tour fortifiée communiquant avec les différents étages du système de défense situé dans le chœur.

#### Chevet
Le chevet plat comporte, au centre, une grande fenêtre du  XIVe siècle flanquée de deux tourelles carrées avec contreforts. Elle est encadrée par les fenêtres des bas-côtés également du XIVe siècle.

Le chevet a été fortifié au XIVe siècle (échauguette, guérite, parapets, créneaux, logements pour les soldats) et intégré au système de défense du château de Lamballe par Charles de Blois durant la guerre des ducs de Bretagne .

Chevet de la collégiale
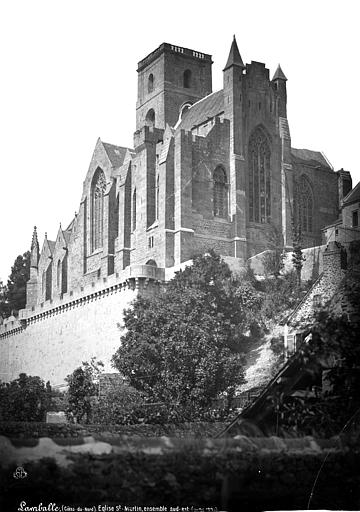
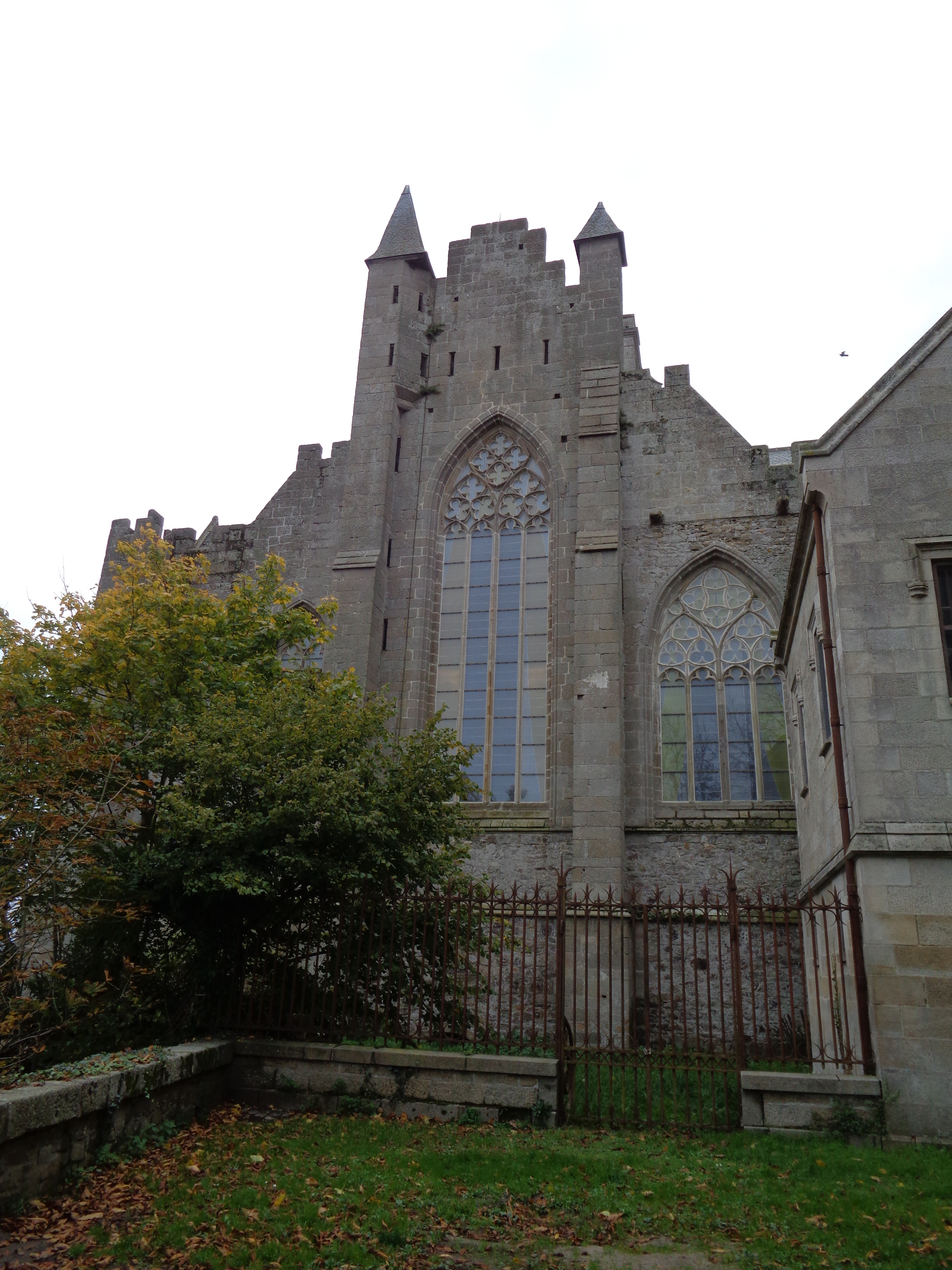

#### Façade nord
Les pignons des chapelles des bas-côtés du chœur sont percés de fenêtres du début du XIVe siècle.

Façade nord
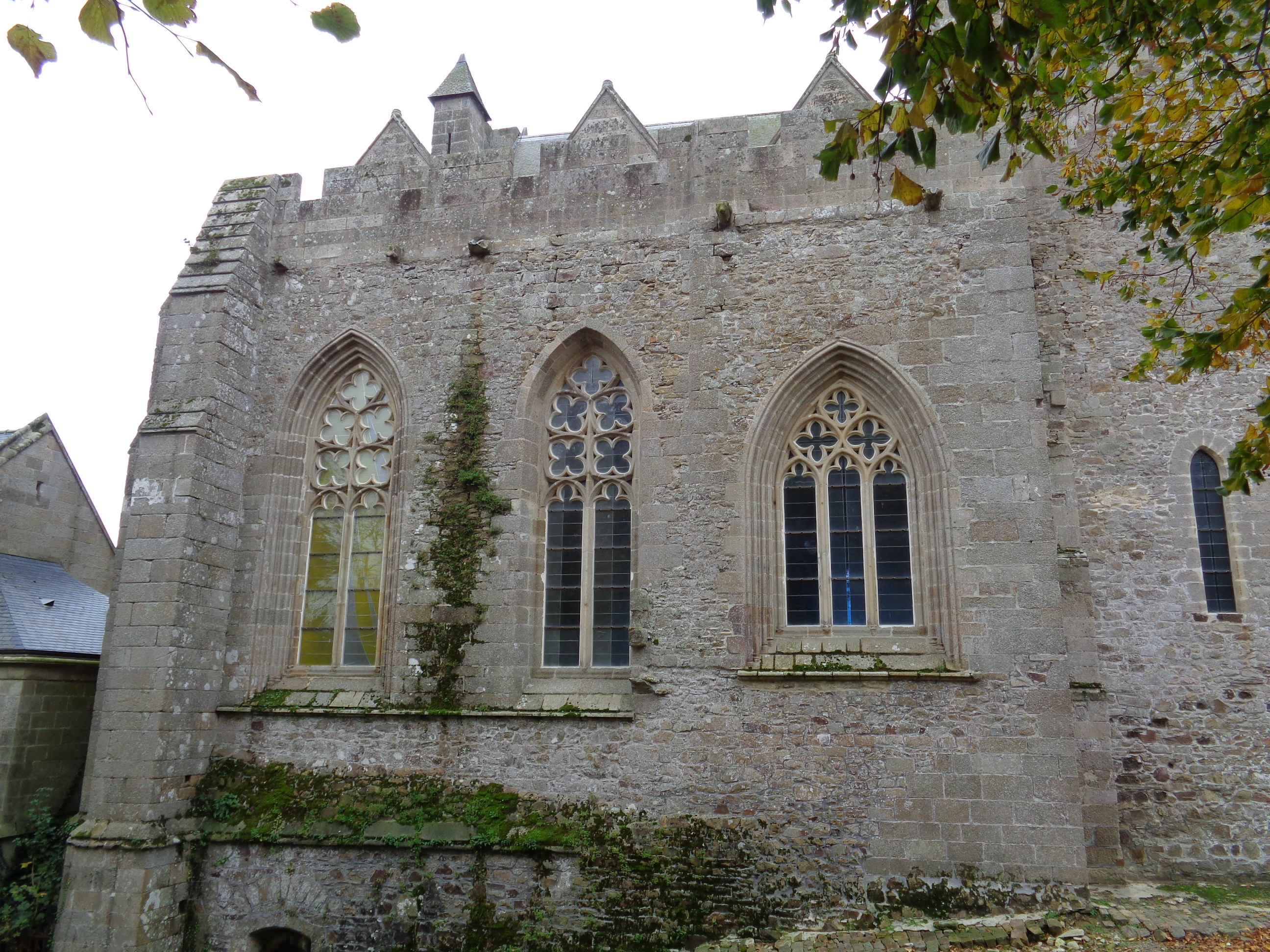
Façade nord du chœur.
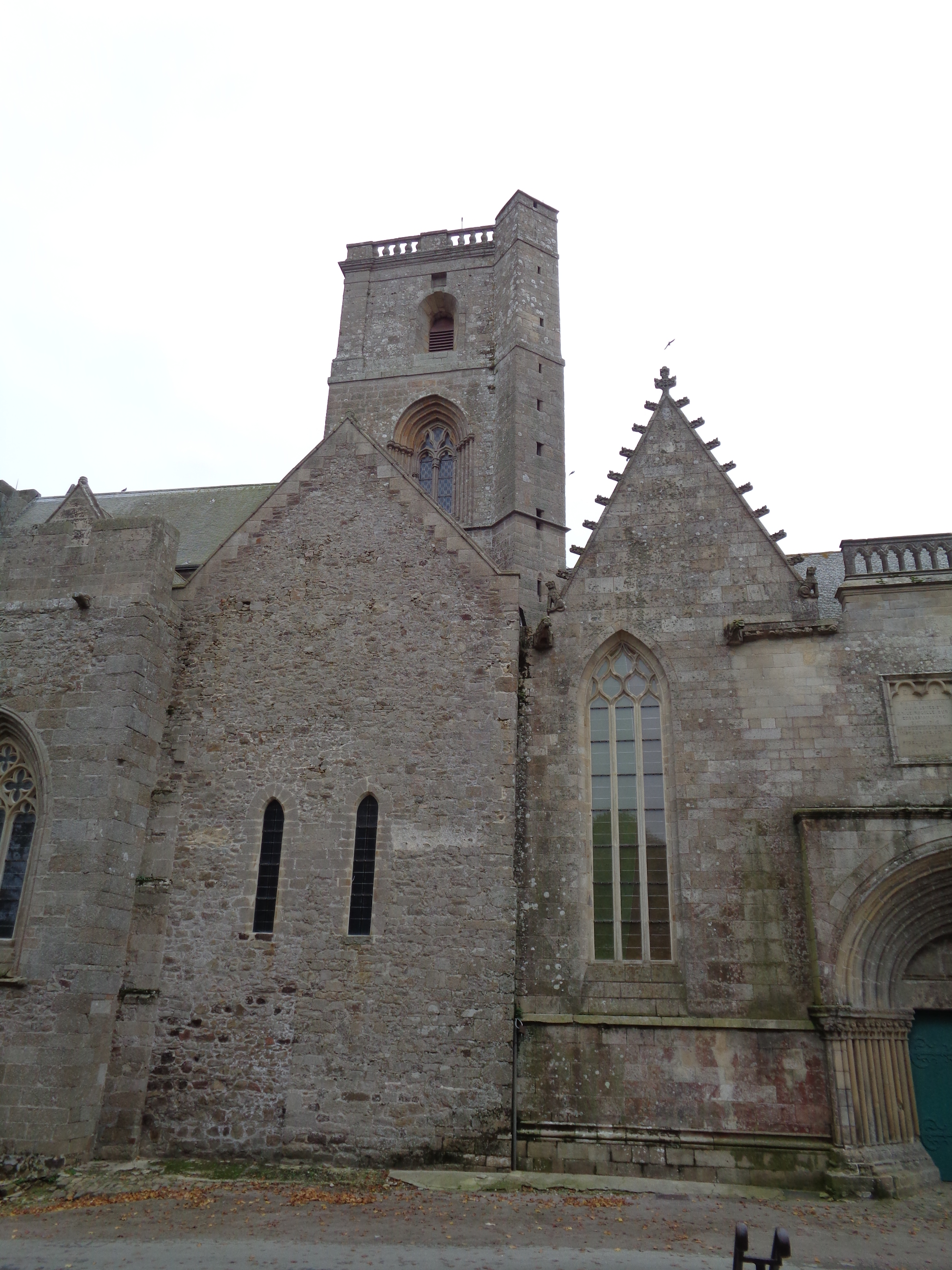
Transept nord.
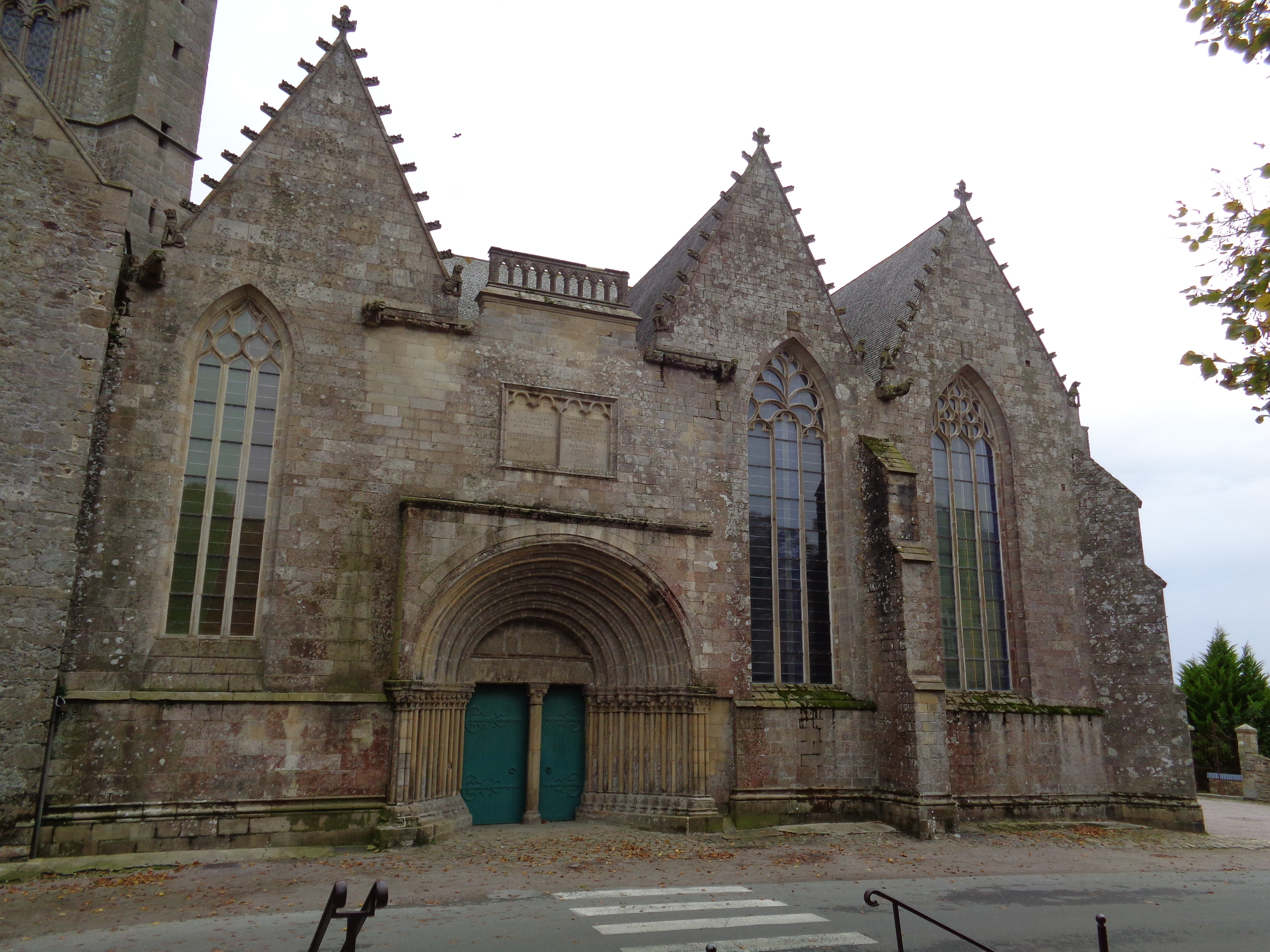
La nef et le portail roman.
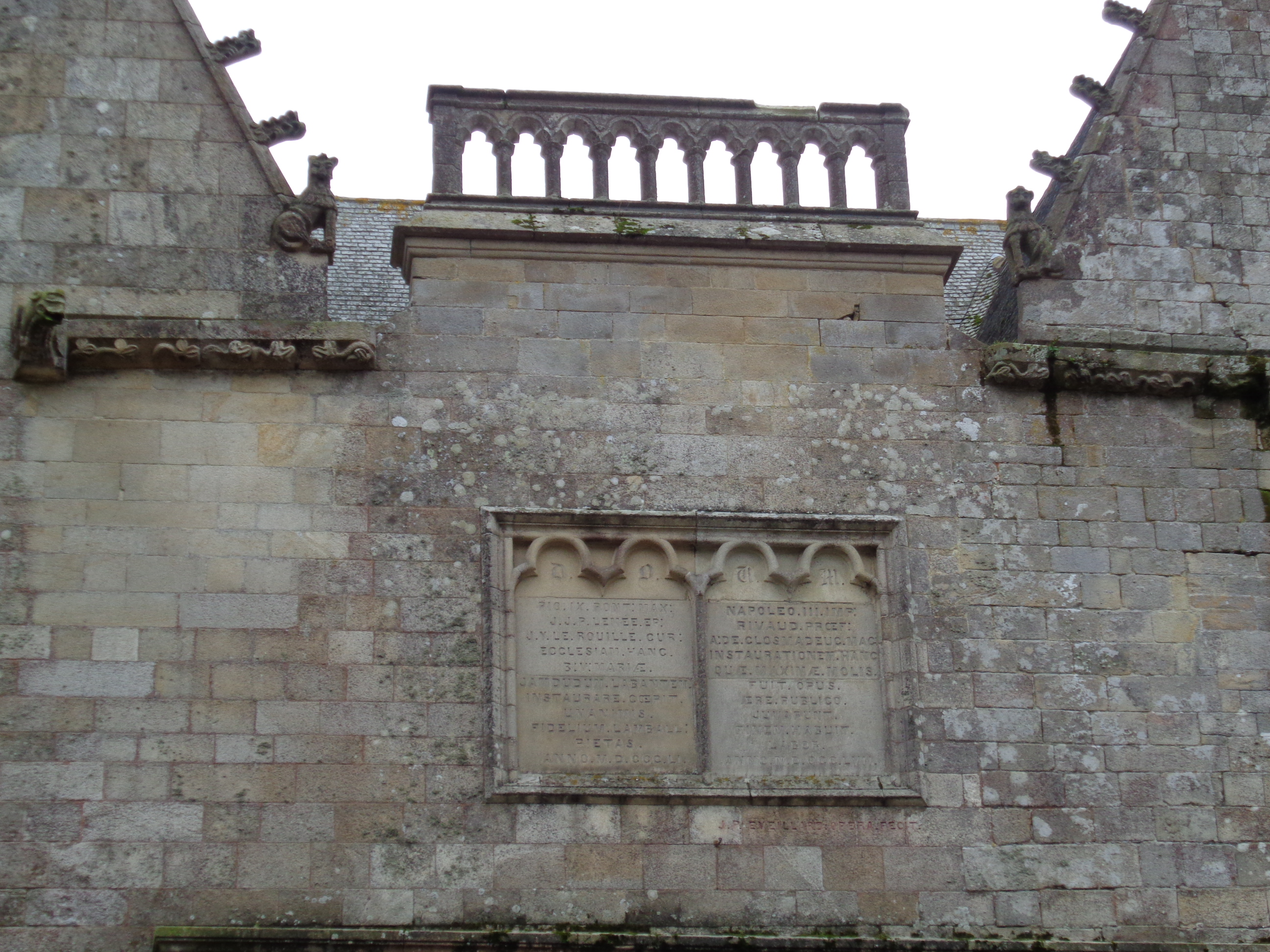
Inscription sur façade nord.

Le pignon nord du transept date du XIIe siècle et ne comporte que deux petites fenêtres. 
Plus à l'ouest, les pignons des trois chapelles du bas-côté nord de la nef sont du XVIe siècle (travaux commandités par Jean de Châlons). Une inscription sur le contrefort nord-ouest de la collégiale mentionne la date de 1514. 

Entre ces chapelles s'insère un portail du XIIe siècle, typiquement roman. Il comporte six voussures en plein cintre sans décoration. Les voussures reposent sur douze colonnettes jumelées à chapiteaux décorés de roses et de feuillages. Les deux chapiteaux les plus externes sont ornés de figurines supportant sur leur dos ou sur leur tête les voussures. La colonne centrale est du XIVe siècle.

Portail nord
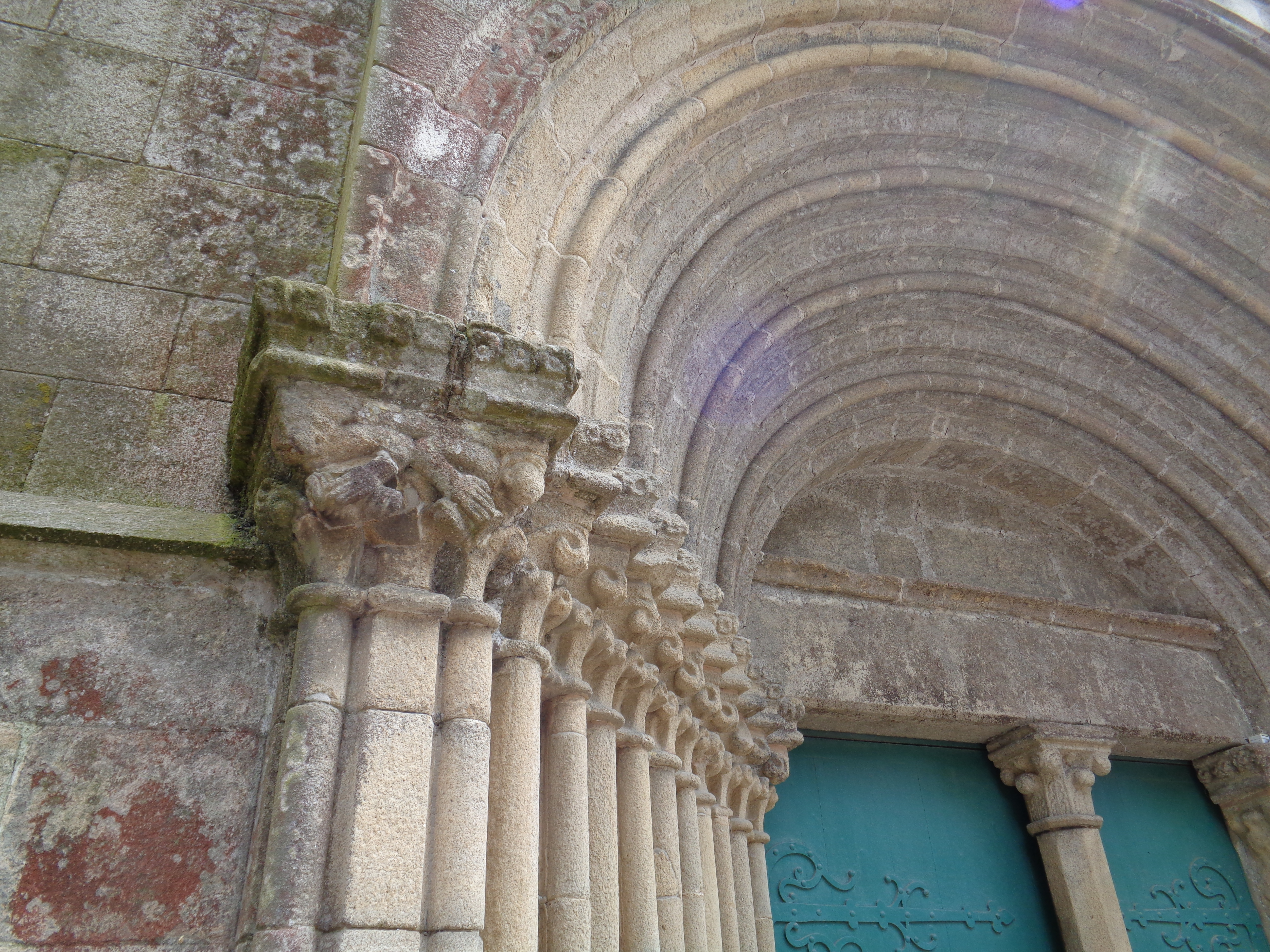
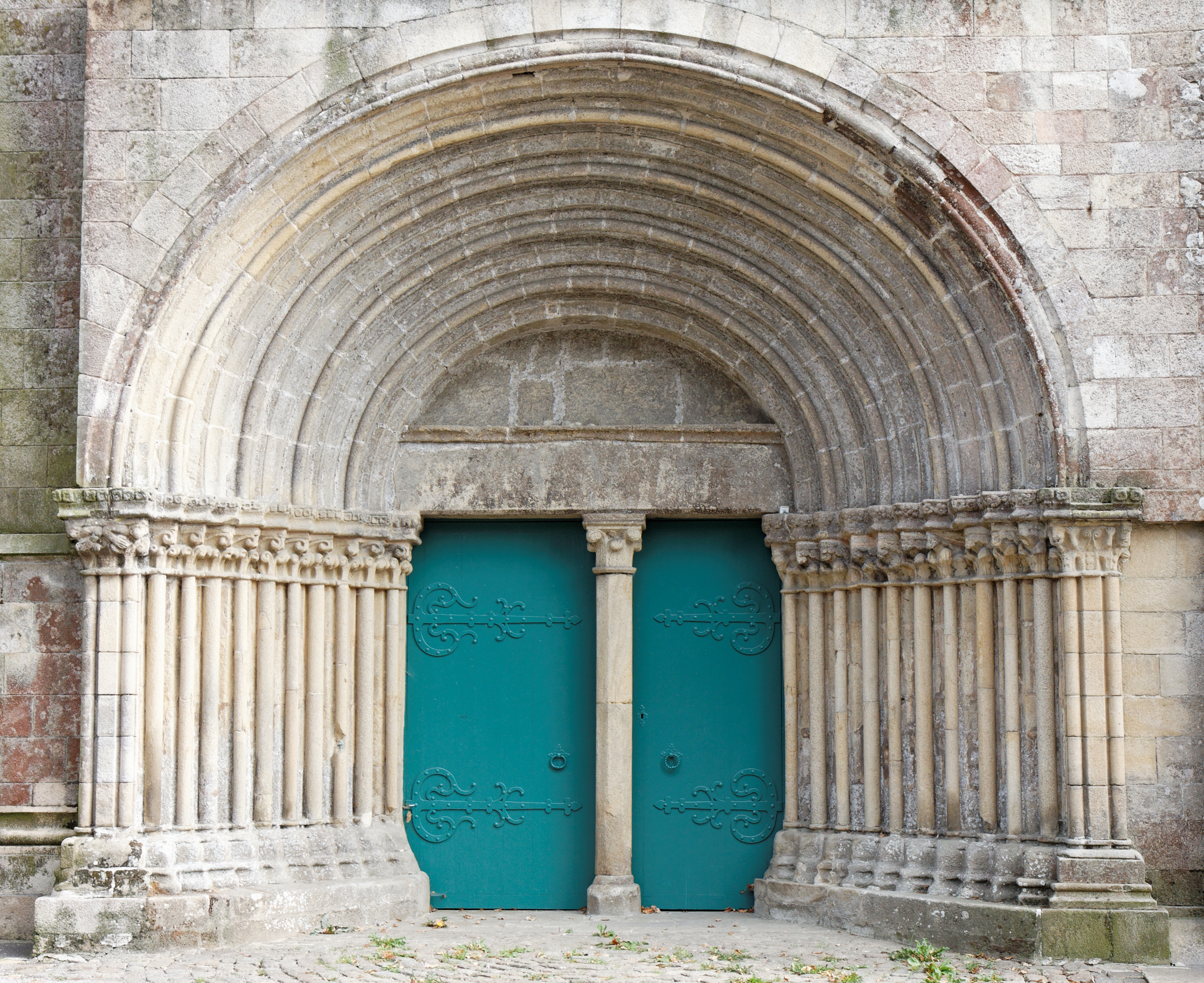
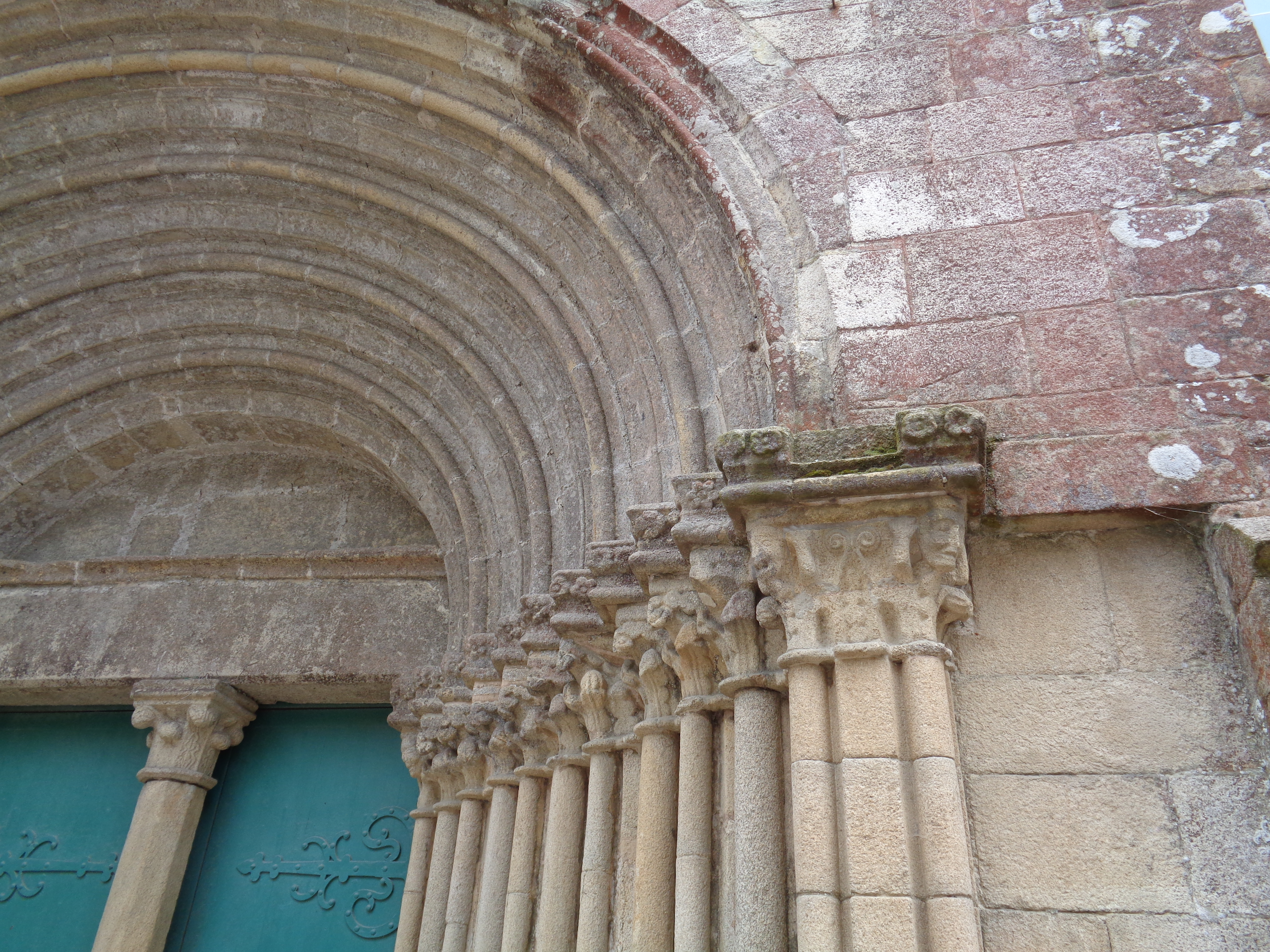

#### Le clocher
Plusieurs fois reconstruit et autrefois terminé par une flèche recouverte de plomb, le clocher a été rebâti à la fin du XVIIe siècle, la flèche n'a pas été réinstallée mais a été remplacée par une terrasse après avoir rehaussé la tour d'un étage.

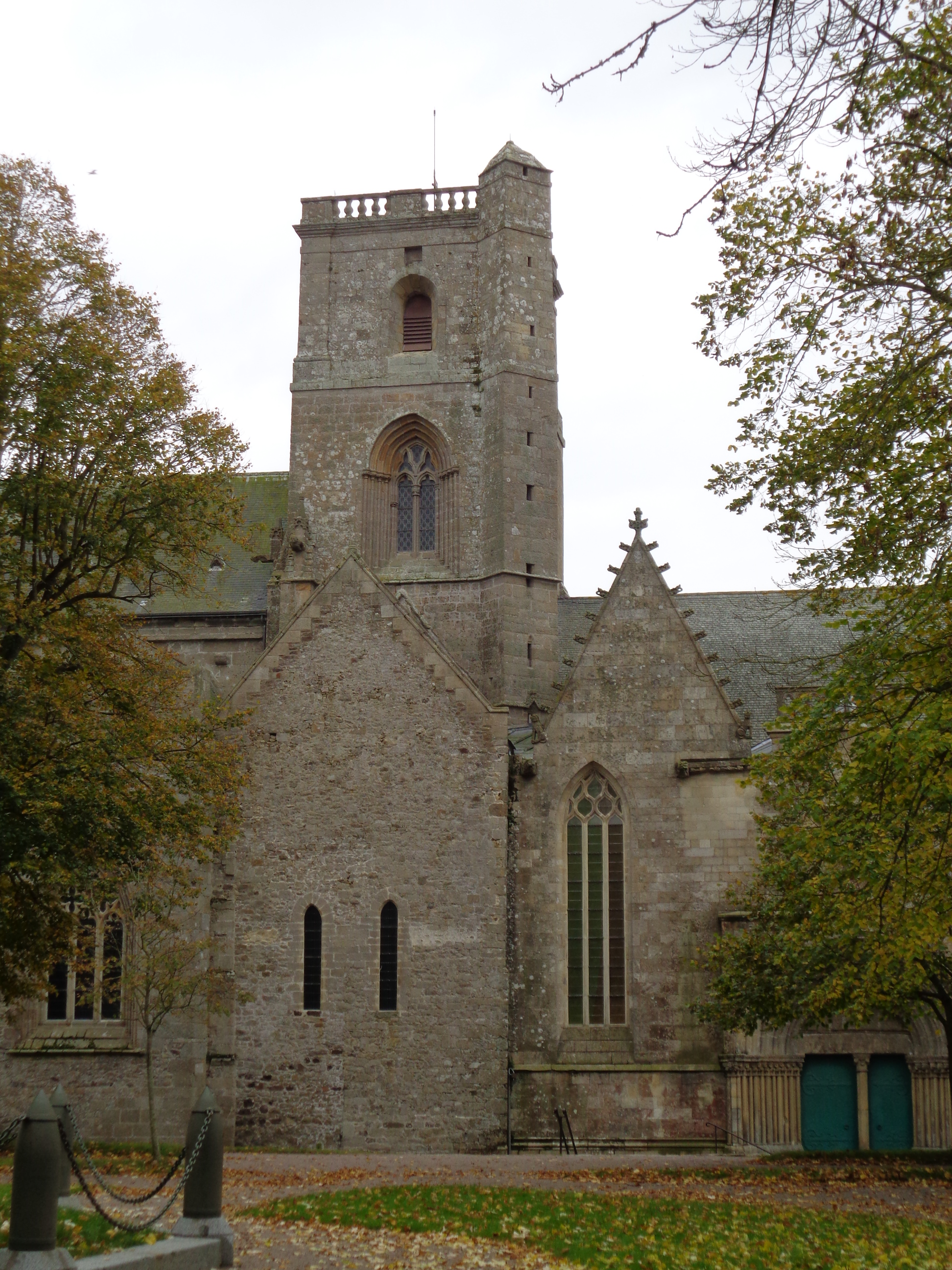
Transept nord et clocher-tour.

#### Sacristie
L'ancienne sacristie datant de 1715 a été détruite en 1875. Une nouvelle sacristie a été bâtie en 1885.

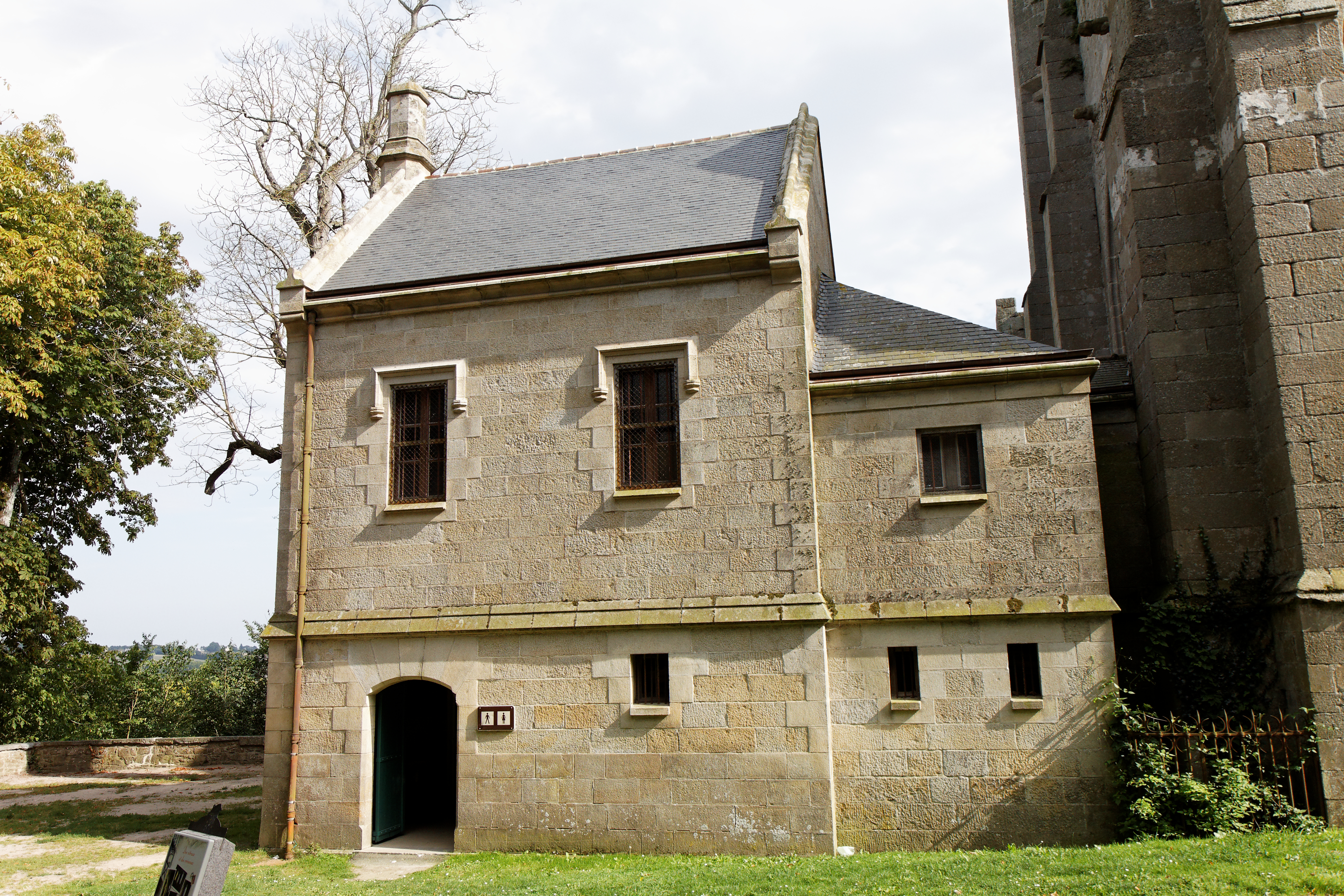
Sacristie.

### Intérieur

#### La nef

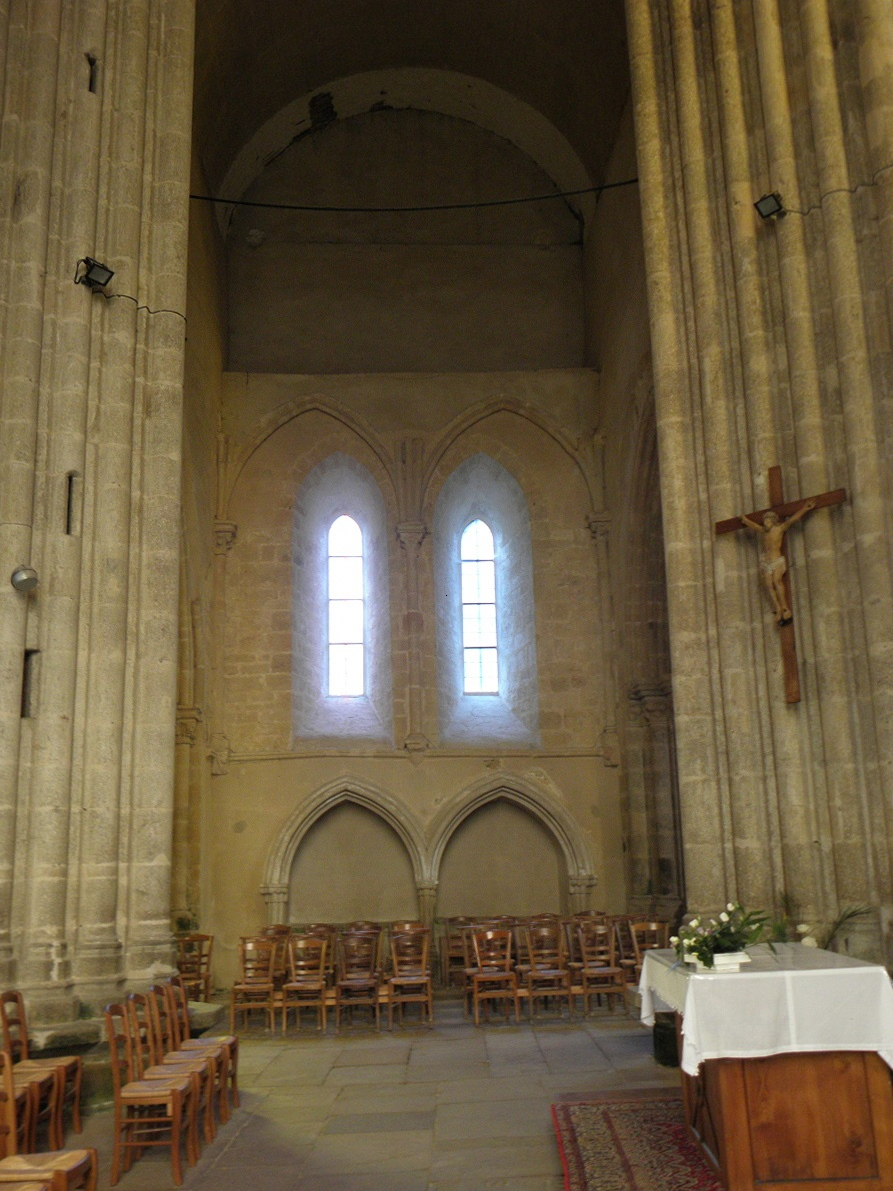
Selon une légende populaire, le chœur de la collégiale aurait été bâti par des Margot la fée, ainsi que le souterrain sur lequel il repose.

Entre 1850 et 1857, la nef a été démolie et reconstruite afin de supprimer les risques de chute des piliers. Les matériaux de destruction ont été réemployés, et la reconstruction a été effectuée à l'identique,.

De grandes arcades en arc brisé séparent la nef centrale des bas-côtés. Elles reposent sur des colonnes à chapiteaux cylindriques (influence normande) qui supportent des colonnettes servant d'appui à des arcs d'ogive et doubleaux qui n'ont jamais été réalisés, seuls les arcs formerets enserrant des oculi apparaissent au-dessus des grandes arcades. La nef est couverte en berceau. Par contre les bas-côtés sont voûtés en croisée d'ogives. Les piliers de la nef centrale dateraient du début du XIIIe siècle, les arcs formerets de style gothique, sont plus récents et dateraient probablement de la même époque que le collatéral nord. Le collatéral sud a été reconstruit au XVe siècle, le collatéral nord au début du XVIe siècle.

La nef
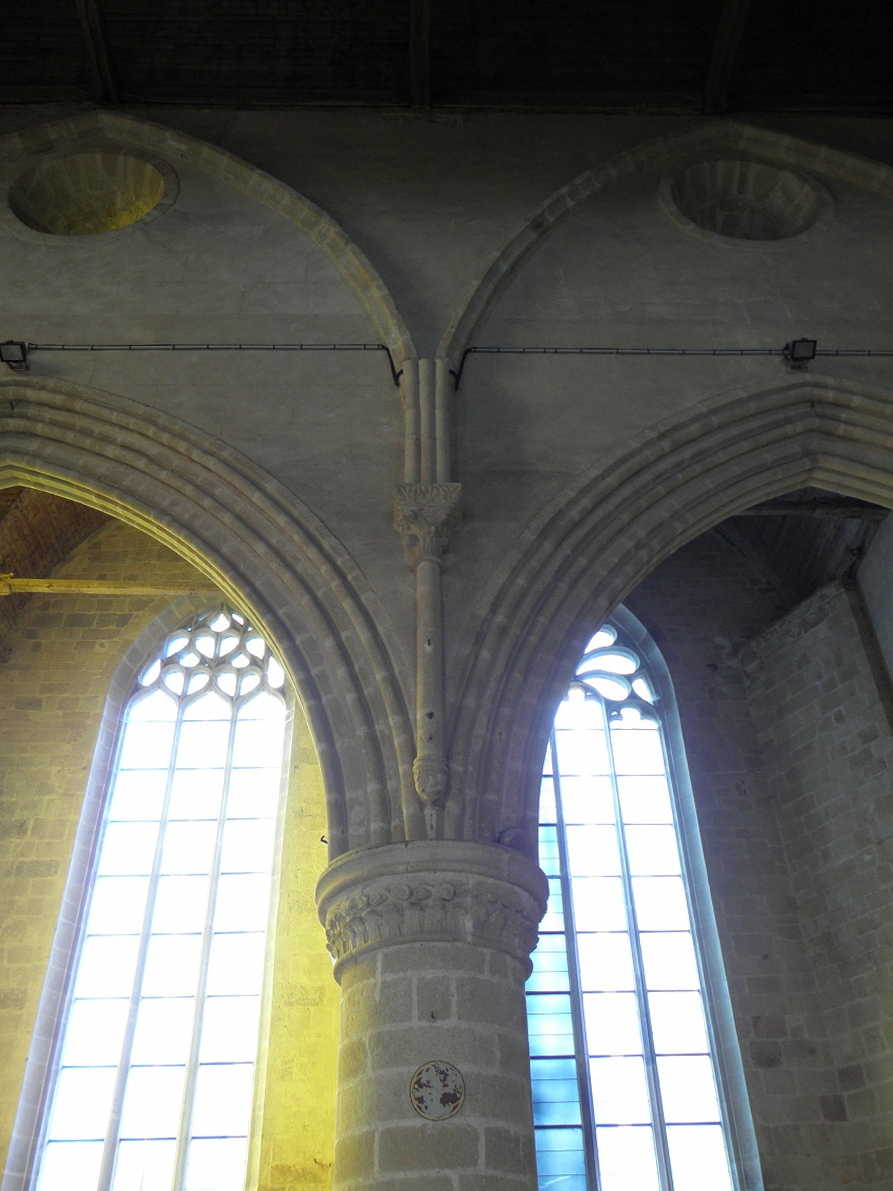
Chapiteau cylindrique.
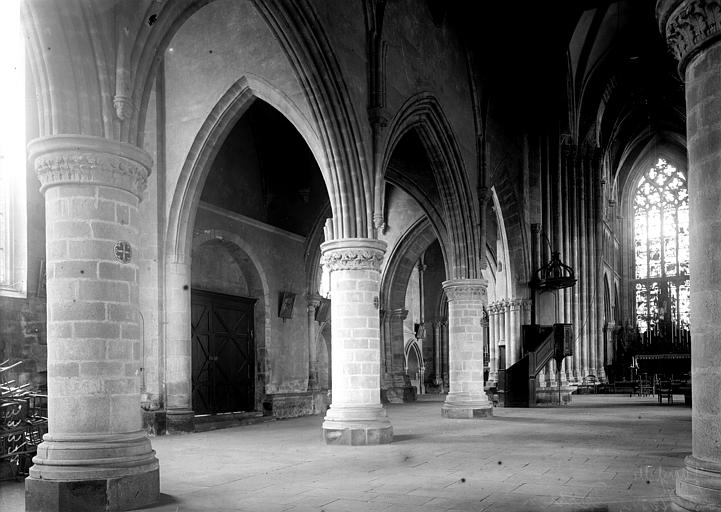
Nef centrale.
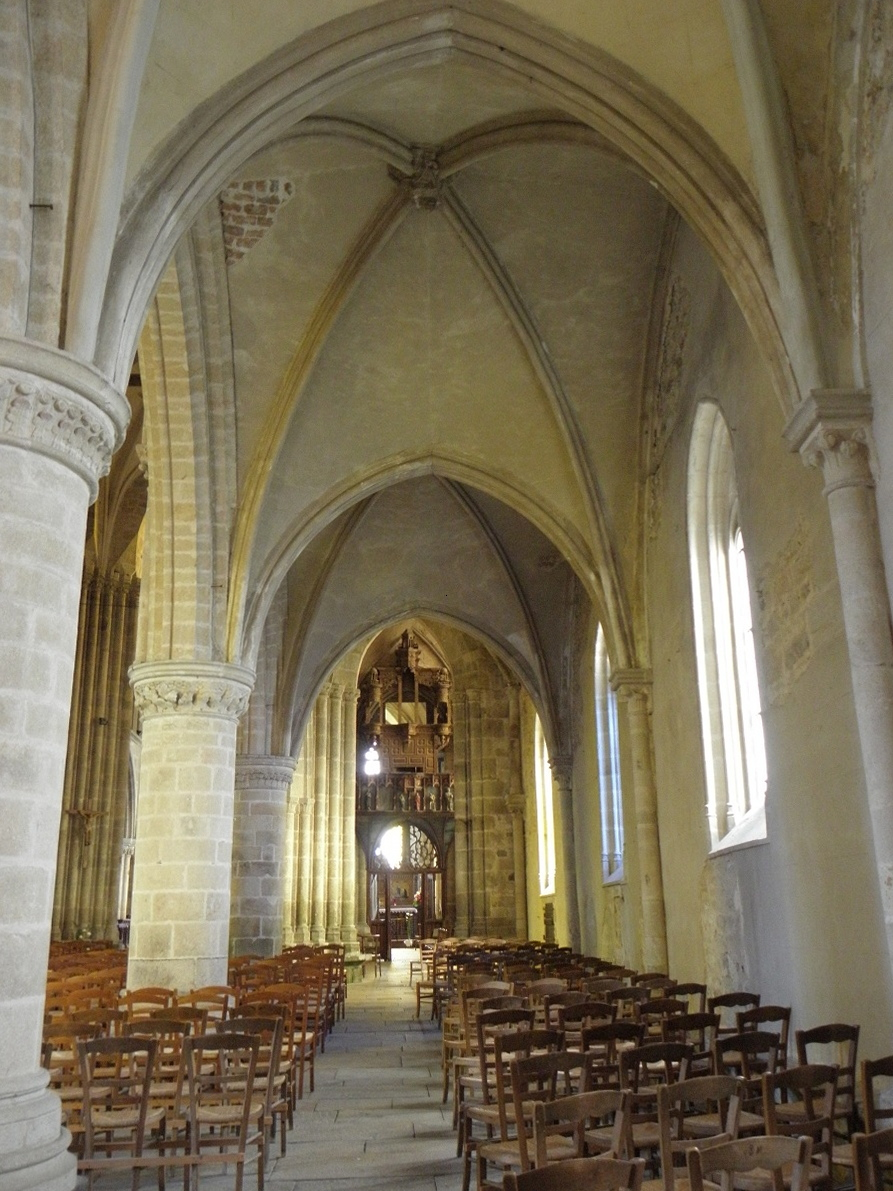
Voutes du bas-côté sud de la nef.

#### Le transept
La croisée du transept supporte la tour extérieure à deux étages. Elle est également voûtée en croisée d'ogives (voûte construite en 1715), et percée d'une lunette. Le transept nord date du XIIe siècle, le transept sud du  XIVe siècle. 

Le transept
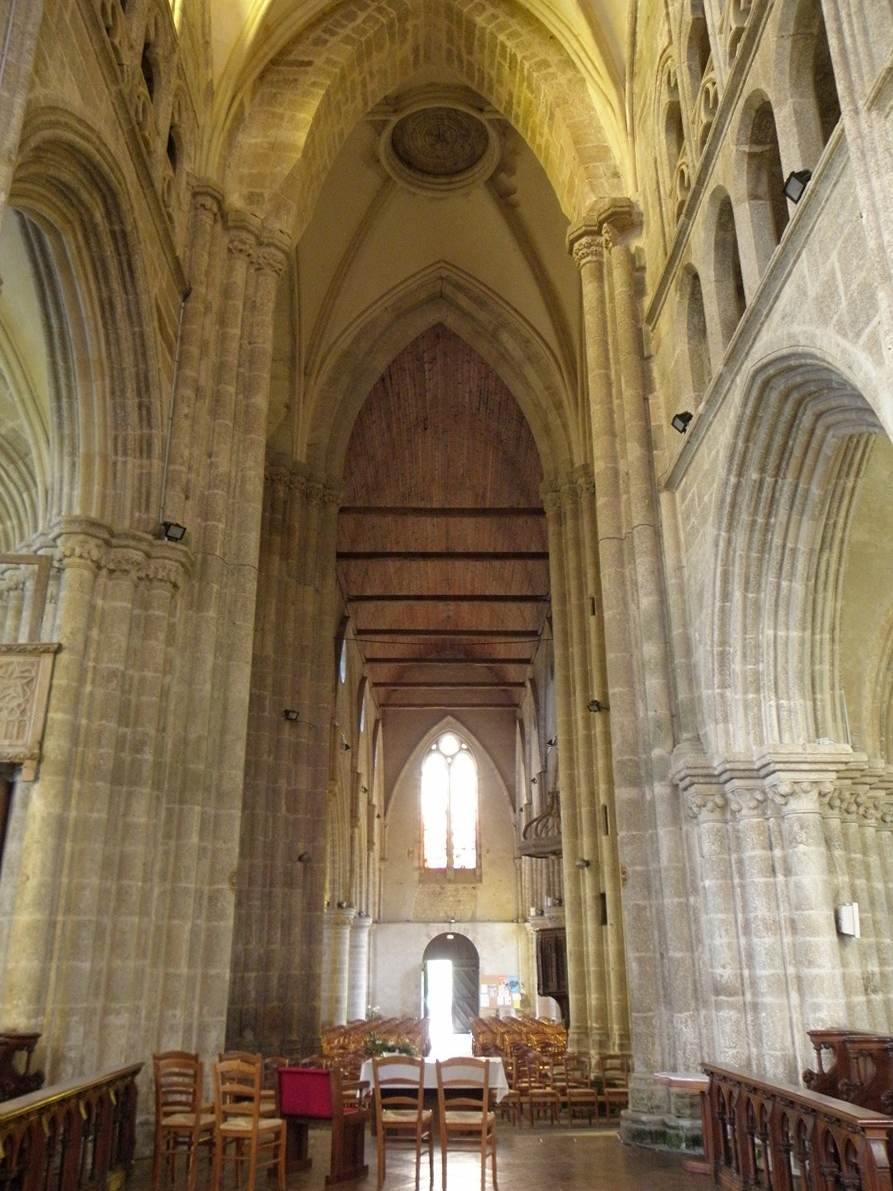
Croisée du transept.
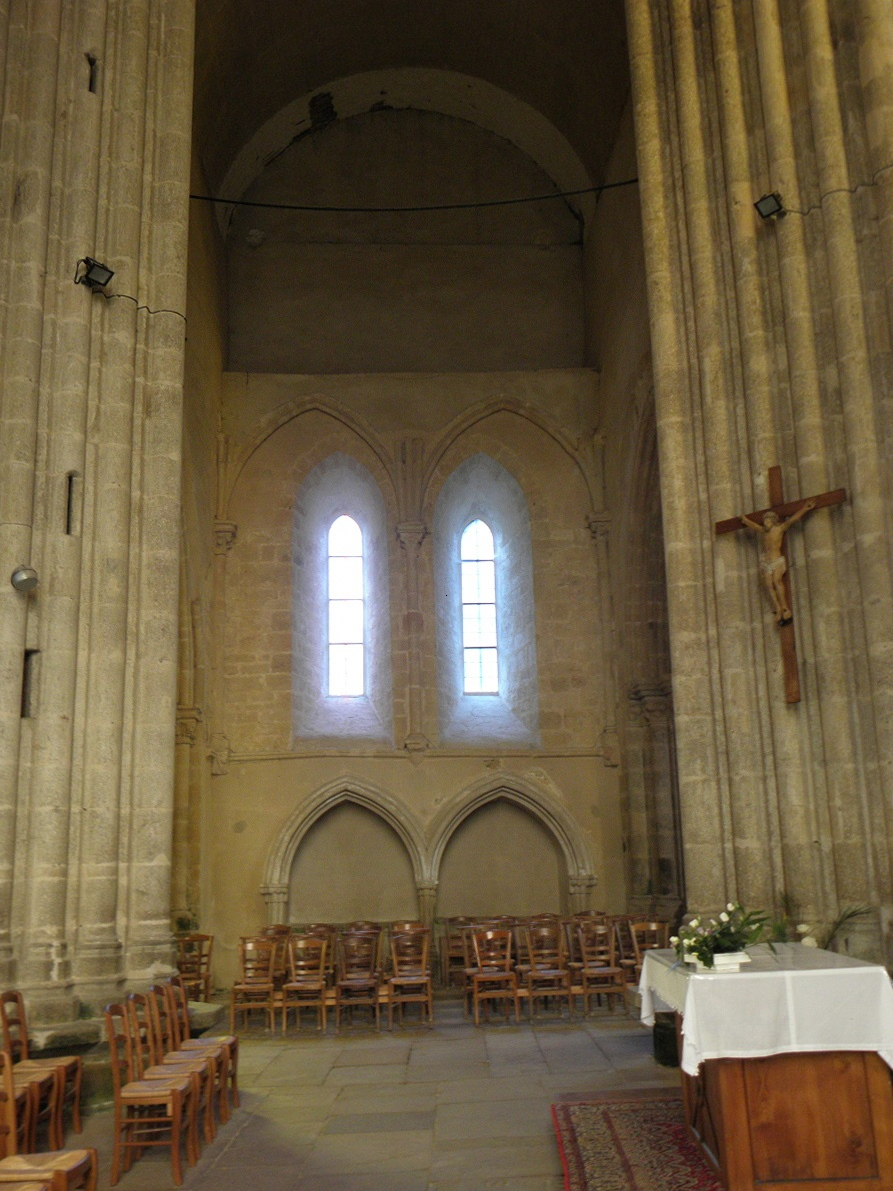
Bras nord du transept.

#### Le chœur
Le chœur et ses bas-côtés, entièrement couverts en voûte d'ogives, ont été réalisés en deux campagnes de constructions. 
Étonnamment, les élévations nord et sud du chœur sont très différentes l'une de l'autre.
Élévation nord du chœur :
- les grandes arcades sont plus basses que celles du sud,

- le premier triforium est court à arcatures chanfreinées,
- il est surmonté d'un deuxième triforium à arcs trilobés et balustrade à quadrilobes,
- puis par des fenêtres hautes aveugles à réseau rayonnant.

Le chœur
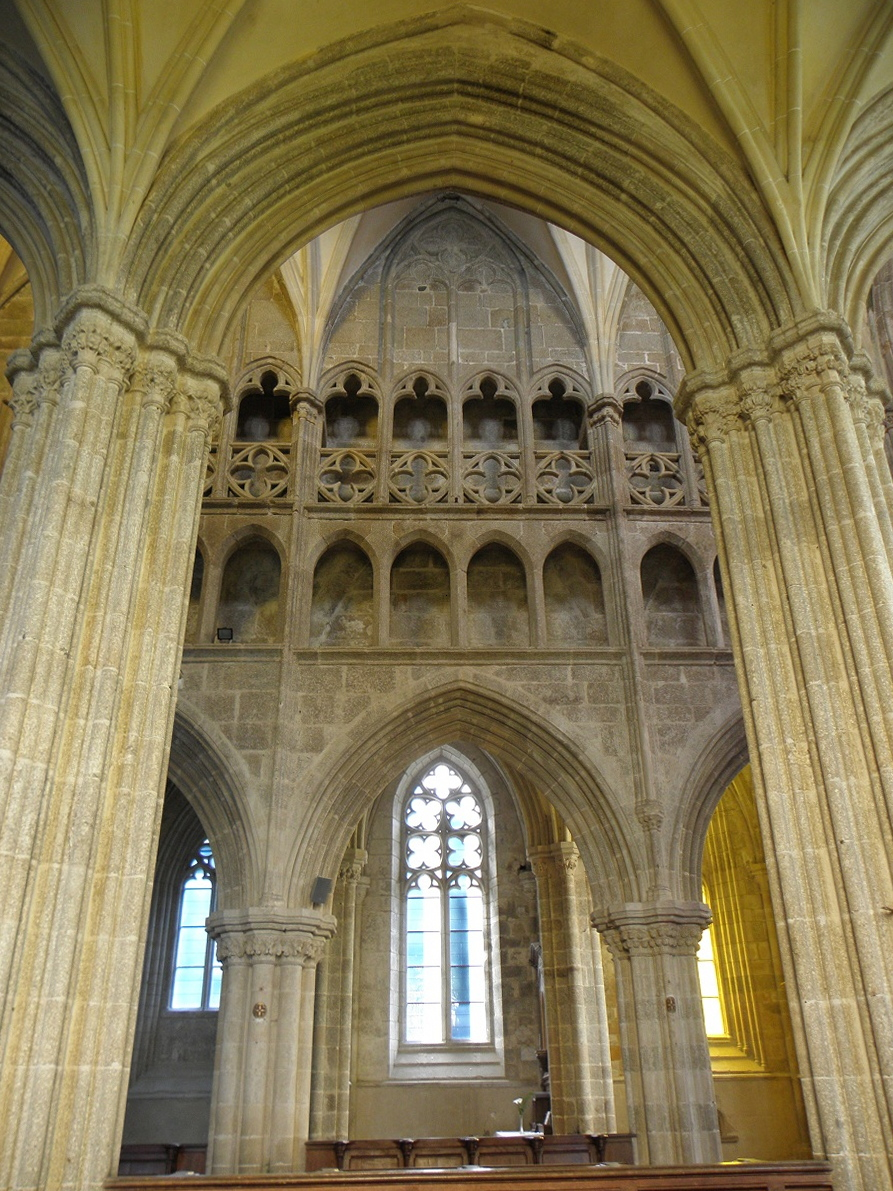
Élévation nord du chœur.
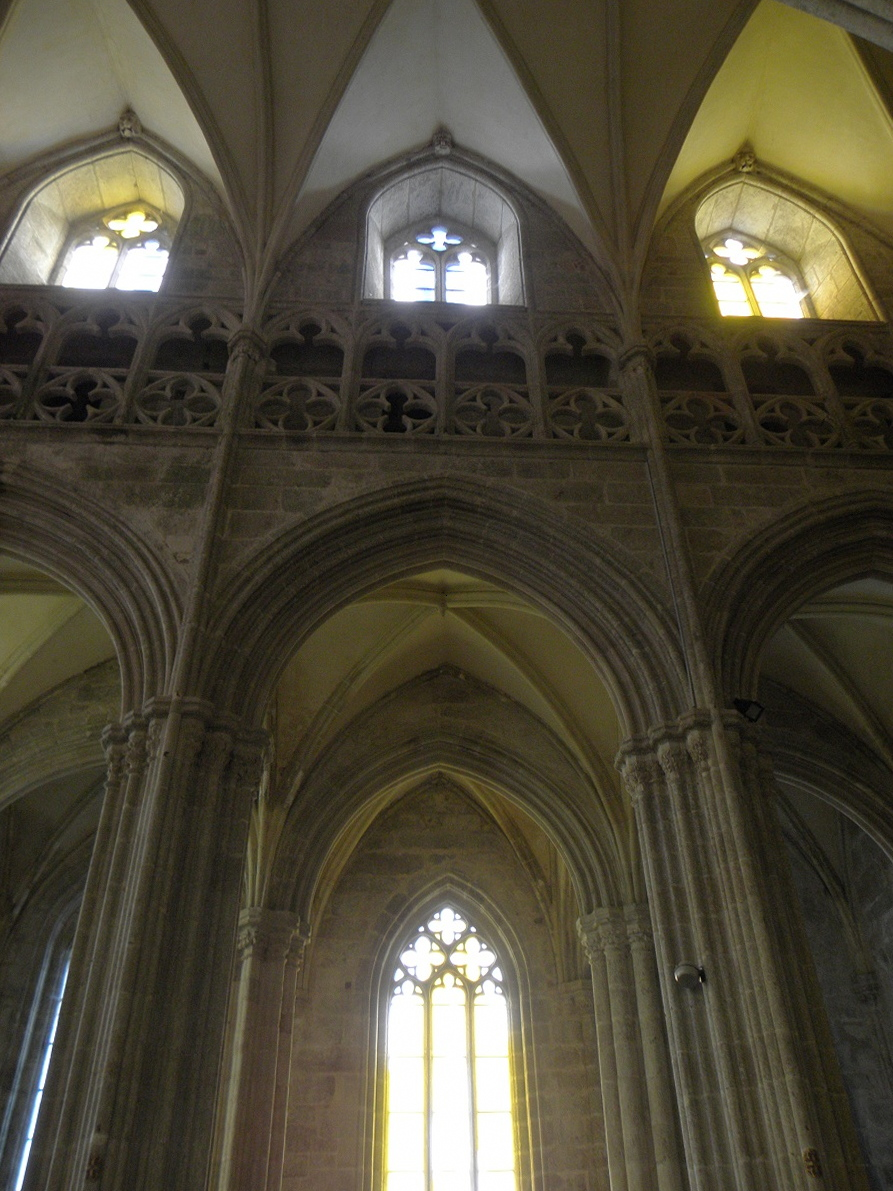
Élévation sud du chœur.

Élévation sud du chœur :
- les grandes arcades sont plus hautes que celles du nord,
- le triforium est à arcatures trilobées et balustrade imbriquée,
- il est surmonté par de petites baies creusées dans le mur sans galerie[11].

Les bas-côtés nord et sud du chœur sont également différents :
- le bas côté nord comporte trois chapelles séparées par des contreforts,
- le bas-côté sud voit ses chapelles séparées par des murs ajourés (architecture semblable à celle de la cathédrale de Coutances[4]).